# Vangelo di Maria
Il Vangelo di Maria o Vangelo di Maria Maddalena è un vangelo gnostico, scritto in lingua copta verso la metà del II secolo a partire da un proto-testo greco. Esalta il ruolo della discepola Maria Maddalena.
Perduto e noto solo attraverso citazioni patristiche, in epoca moderna ne sono stati ritrovati frammenti in greco e copto non contenenti il testo nella sua integrità.

## Tradizione manoscritta
Il Vangelo di Maria, al pari di molti altri vangeli gnostici, è andato perduto con l'estinguersi dello Gnosticismo. Per secoli ne rimasero disponibili solo brevi citazioni indirette ad opera di alcuni Padri della Chiesa.
Il testo si conserva attraverso tre testimoni:
- il papiro Rylands 463, un frammento in greco datato III secolo, pubblicato nel 1938;
- il papiro Oxyrhynchus 3525, un frammento in greco datato III secolo, pubblicato nel 1983;
- il papiro Berolinensis 8502, conservato dal 1896 presso il dipartimento di egittologia di Berlino. Fu acquistato al Cairo da Carl Reinhardt e sembra probabile la sua provenienza da Achmin, in Egitto. Tuttavia a causa di complesse vicende il manoscritto fu pubblicato soltanto nel 1955. Il papiro è datato al V secolo. Contiene anche altri testi apocrifi, come l'Apocrifo di Giovanni.

Nessuno dei tre testimoni riporta il testo integrale; il Berolinensis, più recente, è più ampio degli altri due frammenti greci.

## Caratteristiche
Il personaggio cui il titolo si riferisce - Vangelo di Maria - è Maria Maddalena, cui il testo attribuisce molto rilievo, al punto da lasciare intendere che Gesù l'anteponesse ai suoi stessi apostoli. Il frammento si compone di due parti: nella prima Gesù risorto risponde alle domande degli apostoli e affida loro la missione della predicazione del Vangelo, mentre la seconda si apre con l'intervento di Pietro affinché Maria Maddalena riveli le parole dette a lei da Gesù. Successivamente al racconto di Maria, Andrea e Pietro manifestano la loro incredulità riguardo al fatto che il Salvatore possa aver rivelato ad una donna ciò che non aveva rivelato ai suoi discepoli. Infine Levi, biasimando i due discepoli, li esorta a seguire gli insegnamenti che il Cristo ha loro impartito.
Nel testo frammentato, i discepoli fanno domande al Signore risorto e ricevono risposta. 
Allora racconta - alla richiesta di Pietro - di aver avuto una visione del Salvatore nella quale si descrive il viaggio dell'anima attraverso i cieli durante il quale apprende come fuggire alle potenze malvagie, e riporta il suo discorso con lui, che mostra influenze gnostiche.
La sua visione non fu creduta: 
Karen King ha osservato che «Il confronto di Maria con Pietro, uno scenario trovato anche nel Vangelo apocrifo di Tommaso, Pistis Sophia, e nel Vangelo apocrifo degli Egiziani, riflette alcune delle tensioni nella Cristianità del II secolo.  Pietro e Andrea rappresentano posizioni ortodosse che negano la validità della rivelazione esoterica e rigettano l'autorità delle donne a insegnare».
Una traduzione commentata del Vangelo di Maria Myriam di Magdala, basata sul papiro di Berlino, è stata realizzata da Jean-Yves Leloup, teologo e scrittore francese, e pubblicata in Italia da Servitium (2007 e 2011).